# Другой ад
«Другой ад» (итал. L'altro inferno) — итальянский фильм ужасов 1981 года режиссёра Бруно Маттеи. Сценарий был написан Маттеи в соавторстве с Клаудио Фрагассо, продюсером выступил Арканджело Пичи. Главные роли исполнили Франка Стоппи и Карло Де Мейо. Сюжет рассказывает о том, как в женском монастыре начали происходить убийства, и епископ направляет в монастырь священника, который должен провести расследование.
Фильм «Другой ад» является первой совместной работой кинематографистов Бруно Маттеи и Клаудио Фрагассо. Он был снят в жанре популярного в 1970-х Nunsploitation («эксплуатации монашек»), поджанре эксплуатационного кино, который сочетал в себе элементы ужасов и сексуальной тематики в женском монастыре.

## Сюжет
Сестра Кристина заблудилась в катакомбах под монастырём во время поисков сестры Ассунты, которую находит в лаборатории, расположенной в морге монастыря. Пока сестра Ассунта готовит труп монахини к бальзамированию, она рассказывает Кристине об опасностях, подстерегающих монахинь, которых Сатана искушает похотливыми желаниями. 
Она также рассказывает, что когда-то в их монастыре у монахини, вступившей в блуд с дьяволом, родился мёртвый ребёнок, следом она говорит о событиях, связанных с убийством предыдущей матери-настоятельницы, сестры Флоренс. Ассунта утверждает, что призрак сестры Флоренс до сих пор преследует монастырь, называя имя монахини, которая её убила. Затем, как будто под сверхъестественным влиянием, она совершает ужасное убийство сестры Кристины, после чего умирает сама. 
Мать Винченца обнаруживает трупы обеих монахинь и перед расследующим дело отцом Инардо обосновывает смерти случайностью. Однако сестра Розария кричит, что в монастыре поселился дьявол. Когда отец Инардо причащает сестру Розарию, у неё изо рта начинает идти кровь; после этого её запирают в комнате, и на её теле начинают появляться стигматы. Отец Инардо совершает обряд очищения монастыря вместе с матерью-настоятельницей и остальными монахинями, пока их не останавливают крики сестры Розарии. Они спешат в её комнату и обнаруживают, что монахиня была жестоко убита, кровать и стены залиты кровью.
Отец Инардо и епископ, чтобы разобраться в ситуации, поручают расследование молодому отцу Валерио. Вскоре он прибывает в монастырь, где обнаруживает, что помимо смерти предыдущих монахинь, происходят и другие сверхъестественные события. Отец Валерио понимает, что над всей ситуацией доминирует диктаторская фигура матери Винченцы, и часто вступает с ней в конфликт во время расследования, подозревая, что она что-то скрывает. 
После различных перипетий, включая смерть отца Инардо и садовника Бориса, отец Валерио обнаруживает, что все кровавые события связаны с Элизой, незаконнорождённой дочерью матери Винченцы. Её держали отдельно от матери в потайной комнате монастыря. Сразу после рождения она была брошена в кипящую воду предыдущей настоятельницей монастыря, сестрой Флоренс, потому что она хотела избавиться от ребёнка, родившегося в результате тайной связи между сестрой Винченцей и незнакомцем, в результате этого лицо Элизы стало ужасно обезображено. Однако во время погружения в воду девочка сумела силой мысли прогнать мать Флоренс и заставила её задушиться. Элиза, теперь уже подросток наделена сверхъестественными способностями и используется матушкой Винченцей, чтобы устранять людей, узнавших о её материнстве или ослушавшихся её приказов. Элиза силой своей мысли вызвала все смерти в монастыре.
Узнав правду, отец Валерио подвергается нападению разъярённой матери Винченцы, она ударяет его ножом. Мать Винченца рассказывает, что она заключила договор с дьяволом и отказалась от христианства, и что Элиза — дочь Сатаны, тем самым подтверждая историю сестры Ассунты. Элиза пытается спасти Валерио, но мать Винченца ударяет её ножом сзади, пытаясь убить. Между матерью и дочерью завязывается яростная борьба, мать Винченца пытается убежать, но Элиза преследует её до морга. Загнанная в угол, мать Винченца просит прощения у дочери, но та силой мысли заставляет мёртвых ожить и напасть на мать. Винченца вырывается их рук мертвецов и ещё раз ударяет ножом свою дочь. Перед смертью Элиза заставляет одного из трупов задушить свою мать. 
Отец Валерио попадает в больницу, потеряв рассудок. Церковные власти, инспектирующие монастырь, находят в морге лабораторию, где Винченца практиковала чёрную магию. Пока епископ и новая настоятельница проводят расследование, адские силы продолжают преследовать лабораторию, внезапно загорается огонь, из котлов, пробирок и колб начинает выкипать жидкость. Тут же начинается землетрясение, и из гроба, прямо епископу в руки, с криком вываливается труп монахини.

## Команда

### В ролях
- Франка Стоппи[итал.] — мать Винченца
- Карло Де Мейо[англ.] — отец Валерио
- Франческа Кармено — Элиза
- Сьюзэн Форгет — сестра Розария
- Франко Гарофало — Борис
- Паола Монтенеро — сестра Ассунта
- Орнелла Пикоцци — монахиня
- Андреа Аурели[итал.] — Отец Инардо
- Адриана Бруно — монахиня (в титрах не указана)
- Долорес Кало — монахиня (в титрах не указана)
- Том Феллеги[итал.] — епископ (в титрах не указан)
- Альба Майолини — сестра Фиоренца (в титрах не указана)
- Симоне Маттиоли — священник (в титрах не указан)
- Пупита Леа Скудерони — монахиня (в титрах не указана)

### Съёмочная группа
- Режиссёр — Бруно Маттеи, Клаудио Фрагассо (в титрах не указан)
- Сценаристы — Клаудио Фрагассо, Бруно Маттеи
- Продюсер — Арканджело Пичи
- Оператор — Джузеппе Бернардини
- Монтаж — Лилиана Серра
- Гримёр — Джузеппе Ферранти
- Управление производством — Сильвио Колеккиа
- Ассистенты режиссёра — Маурицио Танфани, Клаудио Фрагассо
- Звуковой отдел — Луиджи Ди Фиоре, Данило Морони
- Спецэффекты — Джузеппе Ферранти
- Саундтрек — группа Goblin

## Производство
В 1970-х годах в Италии выходило примерно по три-четыре эксплуатационных фильма о монахинях в год. Фильмы жанра Nunsploitation производились и в других странах — США, Великобритании, Японии и Испании, но больше всего в Италии. Данный поджанр эксплуатационного кино часто сочетал в себе наготу, сексуальную тематику и, иногда, ужасы. Клаудио Фрагассо взялся писать сценарий «Другого ада» из-за того, что сюжет ему показался гораздо интереснее другого фильма Маттеи на схожую тематику «Правдивая история монашки из Монцы» (1980), он напоминал ему «Кэрри», снятую в монастыре.
Маттеи говорил, что на работу над фильмом повлияли «концепции Ардженто», но фильм не был «абсолютной копией „Инферно“», хотя уже после завершения съёмок он рекламировался как копия «Инферно», вплоть до того, что шрифт названия во вступительных титрах примерно такой же, как и в фильме Ардженто. Согласно Римскому общественному кинематографическому регистру, съёмки начались 23 октября 1979 года и продолжались шесть недель в течение октября и ноября, когда о фильме Ардженто было известно ещё очень мало, буквально название и несколько кадров со съёмочной площадки.
Фильмы «Другой ад» и «Правдивая история монашки из Монцы» стали первыми фильмами, в которых Фрагассо и Маттеи участвовали совместно. По словам Фрагассо, он снял большую часть «Другого ада», но в титрах фильма не был указан постановщиком. Маттеи всегда утверждал, что Фрагассо был лишь ассистентом режиссёра, а не полноценным режиссёром. 
Фильм «Другой ад» был снят одновременно с фильмом «Правдивая история монашки из Монцы», в них снимались одни и те же актёры, и использовались те же декорации и здания. Съёмки проходили в монастыре, построенном в 1920-х годах над древнеримскими катакомбами Санта-Присцилла. В этом же здании на первых этажах Фрагассо снимал «Другой ад», а на верхних Маттеи снимал «Монашку из Монцы».
Фрагассо рассказывал, что оба фильма снимались одновременно, потому что нужно было успеть уложиться в график, и фактически два фильма вышли продюсерам по цене одного. Он вспоминал, что ему приходилось красть у Маттеи бобины с плёнкой и другие мелочи, потому что «мне давали очень мало, а у него было всё». Актёры  переходили с одной съёмочной площадки на другую, поднимаясь и спускаясь по лестнице в зависимости от того, в каком фильме их просили сниматься. Подобная форма съёмок продолжится между двумя режиссёрами в последующих их фильмах на тюремную тематику «Насилие в женской тюрьме» (1982) и «Резня в женской тюрьме» (1983), а также в вестернах «Белый апач» (1986) и «Скальпы» (1987).
В фильме используется музыка группы Goblin, в частности альбомов «Roller» и «Il fantastico viaggio del bagarozzo Mark». Фрагассо вспоминал, что они позвали Goblin, поскольку те были популярны, и попросили их написать музыку для фильма, но группа запросила слишком много денег, что привело к тому, что в производстве использовалась стоковая музыка с некоторыми изменениями специально для «Другого ада». Маттеи же рассказывал, что он дружил с Карло Биксио, который был музыкальным издателем, и он дал продюсерам ту музыку, которую они хотели.

## Релиз и критика
Фильм прошёл рассмотрение итальянских цензоров 23 июля 1980 года. 22 января 1981 года фильм вышел в прокат в Италии. Дистрибьютором фильма выступила компания Accord Cinematografica. Для домашних видеоносителей фильм был выпущен компанией Vestron Home Video, продолжительность картины составила 88 минут. Фильм несколько раз издавался на VHS в разных странах, на DVD и один раз на Blu-Ray. В США фильм вышел в середине 1980-х годов под названием «Хранитель ада» (англ. The Guardian of Hell).
Фильм «Другой ад» был открыто осмеян зрителями во время показа на кинофестивале в Триесте. Однако права на показ фильма были проданы в Испанию и Францию, и с годами он стал культовым. В ретроспективном обзоре фильма в журнале Sight and Sound, его характеризуют как «атмосферный, часто леденящий душу» итальянский фильм ужасов, также он «наполнен яркими образами кровавых экзорцизмов, одержимых монахинь… и тому подобного», а вот саундтрек «в стиле диско» посчитали неуместным.
«Фильм начинается как „своеобразный гонзо Гран-Гиньоль“, но, к сожалению, он не в состоянии поддерживать ни этот уровень безумия, ни драмы», пишет критик Джеффри Кауфман. «„Другой ад“ имеет ощутимое настроение, в котором, по крайней мере, иногда проскальзывают элементы стиля, но которое, в конечном счёте, никогда не приводит к чему-то действительно тревожному». Далее от отмечает, что у фильма имеются «эксплуатационные амбиции», также в нём необычным образом сочетается ряд довольно устаревших тропов ужасов, взятых из нескольких других культовых фильмов. В заключении своей рецензии Кауфман говорит, что «вероятно, этот фильм лучше оставить для поклонников жанра (или, в данном случае, поджанра), которые в целом должны быть довольны его техническими достоинствами, по крайней мере, в контексте малобюджетной съёмки на 16 мм».
«Фрагассо и Маттеи в значительной степени опираются на связанные с католицизмом темы, такие как грех и сексуальное подавление, и заигрывают с религией и богохульством» пишет Роберто Курти, автор книги «Итальянские готические фильмы ужасов 1980—1989 годов» (англ. Italian Gothic Horror Films, 1980-1989). Это, по мнению Курти, побудило газету La Stampa поставить «Другой ад» в пару к режиссёрскому дебюту Уильяма Питера Блэтти «Девятая конфигурация» (1980), вышедшему в Италии примерно в то же время, назвав эти два фильма «фантатеологическими» в статье под названием «Мистический кризис кино ужасов» (англ. Crisi mistica dell'horror-cinema). Франка Стоппи и Франко Гарофало, про словам Курти, вносят в свои роли безумную напряжённость, а вот Карло Де Мейо выглядит довольно неуютно в роли отца-алкоголика Винченцо. Что касается Паолы Монтенеро, то она появляется только в сцене перед начальными титрами в подвале монастыря и произносит монолог, который «достигает новых высот в трэше» («Гениталии — это дверь во зло! Вагина, матка, утроба… лабиринт, ведущий в ад… инструменты дьявола…»). Курти отмечает, что в фильме появляется порноактриса Сэнди Самуэль, указанная в титрах под именем Орнелла Пикоцци, она играет роль монахини, сошедшей с ума. Кроме того, по мнению критика немногочисленные сцены насилия выглядят грубо и дёшево; низкий бюджет сильно подрывает усилия создателей: «когда изуродованное лицо Элизы наконец-то открывается, грим Ферранти настолько плох, что кажется, будто актриса намазала рот арахисовым маслом».
Скотт Аарон Стайн говорит, что концовка фильма «до боли банальна», к тому же, по его мнению, в ней использован «очень дилетантский грим», но Стайн приходит к выводу, что это всё равно мало отвлекает от того факта, что «„Другой ад“ — приятное напоминание о том, почему итальянский трэш-хоррор имеет такую культовую значимость».